# Cervus canadensis roosevelti
El wapití de Roosevelt (Cervus canadensis roosevelti), también conocido como Wapití Olímpico, es la más grande de las cuatro subespecies supervivientes de Wapití  en Norteamérica.  Viven en las selvas del Pacífico Noroeste y fueron introducidas en las islas Afognak y  Raspberry (Alaska) en 1928.  El deseo de proteger el wapití fue uno de los principales motivos que impulsa la creación del  Parque nacional Olympic en 1909.

## Descripción
Los adultos crecen entre 1,8 y 3 m de longitud y entre 0,75 y 1,5 m de altura hasta el hombro.  Generalmente el macho pesa entre 300 y 500 kg, y la hembra entre 260 y 285 kg. Algunos machos adultos de las islas Raspberry (Alaska) han pesado cerca de 600 kg.
Desde finales de primavera a principios de otoño, el wapití de Roosevelt se alimentan de plantas herbáceas como gramíneas y ciperáceas.  Durante los meses de invierno, se alimentan de plantas leñosas como el saúco.  El wapití de Roosevelt también se sabe que come arándanos, setas, y  Rubus spectabilis.

## Ciclo vital
En la naturaleza, el wapití de Roosevelt raramente vive más de 12 o 15 años, sin embargo en cautividad se conocen casos en los que llega a vivir más de 25 años.